# Jastrabá
Jastrabá é um município da Eslováquia, situado no distrito de Žiar nad Hronom, na região de Banská Bystrica. Tem 10,82 km² de área e sua população em 2018 foi estimada em 534 habitantes.

## Demografia
| Ano:        | 1994 | 2004   | 2014   | 2024   |
| ----------- | ---- | ------ | ------ | ------ |
| Broj ljudi: | 593  | 590    | 552    | 552    |
| Razlika:    |      | -0,50% | -6,44% | +1,42% |

| Ano:               | 2023 | 2024   |
| ------------------ | ---- | ------ |
| Número de pessoas: | 555  | 552    |
| Diferença:         |      | -0,54% |